# Melanagromyza multiformis
Melanagromyza multiformis är en tvåvingeart som beskrevs av Spencer 1977. Melanagromyza multiformis ingår i släktet Melanagromyza och familjen minerarflugor. Inga underarter finns listade i Catalogue of Life.